# Kjell Andersson (sportjournalist)
Kjell Uno Andersson, född 11 februari 1949 i Motala, död 15 mars 2022 i Låssa distrikt, Upplands-Bro, var en svensk sportjournalist, programledare och kommentator. Han anställdes på TV-sporten 1970 och blev så småningom dess chef.
På 1970-talet var Andersson mestadels intervjureporter och kommentator i bland annat motorsport men därefter blev han programledare för Sportnytt och Sportspegeln. Tillsammans med Pia Erlandsson, Artur Ringart och Ulf Elfving byggde han upp Lilla Sportspegeln som blev en stor framgång i mitten av 1980-talet. I slutet av decenniet när SVT släppte fram yngre medarbetare som exempelvis Jane Björck och Mats Nyström tog Andersson ett steg tillbaka och arbetade med produktionernas upplägg samt blev i slutet av 1990-talet redaktionschef, en funktion han hade tills han gick i pension 2016.